# 池田高信
池田 高信（いけだ たかのぶ、1948年 - ）は、日本の経済学者。拓殖大学政経学部名誉教授。研究分野は経済政策、ゲームの理論。

## 来歴
香川県生まれ大阪府育ち。慶應義塾大学大学院、ミネソタ大学大学院博士課程を修了。ニュージャージー州立ラトガース大学経済学部助教授、1989年から拓殖大学政経学部助教授を経て1990年より2019年まで同大教授。
2007年にノーベル経済学賞を受賞したレオニード・ハーヴィッツが恩師である。

## 著書
- 『経済政策論入門』（鳳書房、2002年）